# Maikönigin
Seit dem Mittelalter zählt die Maikönigin zum europäischen Maibrauchtum. Im deutschen Kulturraum war es verbreitet, das schönste Mädchen einer Gegend zur Maikönigin (regional auch Maibraut oder Maigräfin) zu küren und nach der Krönung auf dem Maifest zur Versteigerung feilzubieten. Danach wurde das Mädchen entweder an den Meistbietenden oder einen gewählten Maikönig übergeben. Das erzielte Versteigerungsgeld wurde den weniger begehrten Mädchen als Unterstützung zur Aussteuer gegeben. Vor der Versteigerung wurde außerdem eine Strohpuppe nach dem Ebenbild der Maikönigin des Vorjahres gefertigt und verbrannt (in Franken nannte man diese Versteigerung Mailien oder Mailehen, die Strohpuppen auch Mailiene).
In einigen Dörfern der niedersächsischen Samtgemeinde Brome und der angrenzenden Altmark wird ein ähnlicher Heischebrauch bis heute begangen (Stand 2016). Eine Gruppe blumengeschmückter Mädchen mit der „Maibraut“ an der Spitze bittet am ersten Pfingsttag singend um Gaben. Nur noch selten ist dort am selben Tag eine Gruppe von Jungen um den mit grünen Zweigen geschmückten Fischemeier unterwegs, der ebenfalls Geschenke erbittet.
Im angelsächsischen Kulturraum nimmt die Maikönigin eher den Charakter einer Personifizierung des Frühlings an und führt die mit dem Fest verbundenen Umzüge an.

## Rezeption
- Alfred Tennyson: Die Maikönigin. In: Lieder- und Balladenbuch amerikanischer und englischer Dichter der Gegenwart.   Hoffmann & Campe, Hamburg 1862, S. 181–195 (Wikisource).
- Trauen: Die Maikönigin. Schauspiel in fünf Aufzügen. Theater-Commissions-Geschäft, Berlin 1863, OCLC 320195907.
- Elisabeth Mentzel: Die Maikönigin. Eine Erzählung aus dem fünfzehnten Jahrhundert. Jügels Verlag, Frankfurt a.M 1888, OCLC 257319499.
- Jos Flavus, pseud. von Bernard Joseph Fuß: Die Maikönigin von Poppelsdorf. Erzählung aus der Franzosenzeit (= Aus Vergangenheit und Gegenwart. Band 31). Butzon & Bercker, Kevelaer / Leipzig 1901, OCLC 65939188.
- Ernst von Wolzogen: Die Maibraut: ein Weihespiel in drei Handlungen. F. Fontane, Berlin 1909, OCLC 466133639 (Musik von Artur Rother).